# Harel Moyal

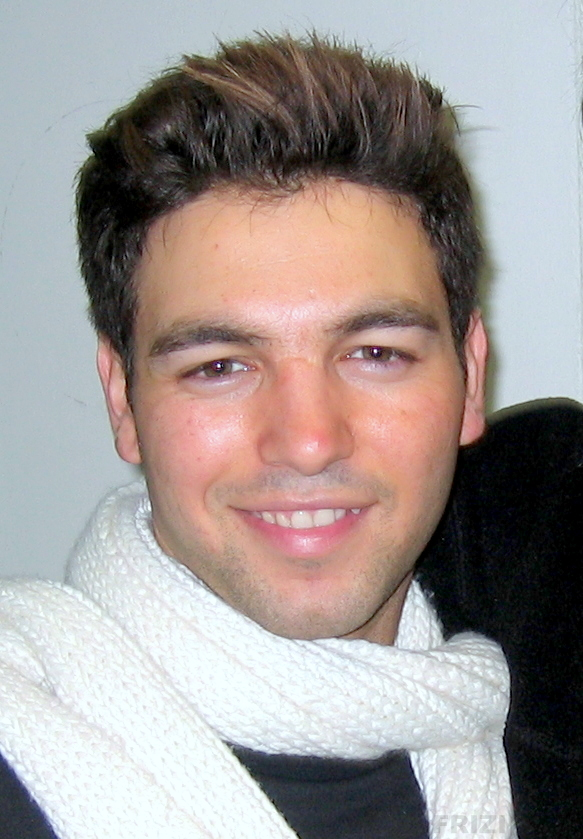
Harʾel Moyal

Harʾel Moyal (hebräisch הראל מויאל; * 12. April 1981 in Gilo, Jerusalem) ist ein israelischer Popmusiker, Singer-Songwriter und Theaterschauspieler.

## Leben
Als er anderthalb Jahre alt war, zog seine Familie nach Maʿale Adummim, wo er zusammen mit seinem Bruder aufwuchs.

## Künstlerische Laufbahn
Moyal nahm im Februar und August 2004 an der israelischen Fernsehshow Kochav Nolad (כוכב נולד ‚Ein Star wird geboren‘) teil. Dabei gewann er im Finale am 15. August 2004 mit 862.368 Stimmen den 1. Platz. Im Dezember 2004 nahm Moyal an dem Festigal פסטיגל teil; wo er mit dem Lied Zorro זורו den 1. Platz errang.
Ab 2004 arbeitete er an seinem ersten Musikalbum Harʾel Moyal הראל מויאל. Die Songs wurden im Hook Studio הוק סטודיו aufgenommen. Die erste Single Emtza HaLaila baKfar אמצע הלילה בכפר englisch Middle Of The Night In The Village kam im Juli 2005 heraus. Im September 2005 wurde das Album herausgegeben, später erschien es auch als Goldenes Album אלבום זהב. 20.000 Alben wurden innerhalb einer Woche nach der Veröffentlichung verkauft. Danach folgten die Singles Weʿaz, tavoʾi ואז תבואי, then you come, Simanim סימנים, Signs sowie Kmo Ohavim כמו אוהבים ‚wie Liebende‘, Like love heraus.
Das Thema des ersten Albums wurde 2006 im Musical Kmo Seret כמו סרט ‚wie ein Film‘, Musical Like in A Movie wieder herausgebracht. Dieses erschien im Februar 2006, wobei Moyal die Hauptrolle spielte.
2007 wurde Levadi לבדי, Alone, Moyals zweites Album veröffentlicht. Weiter erschienen die Singles Baʾa Elay באה אלי ‚sie kam zu mir‘, then you come, Lo Makkirim Otcha לא מכירים אותך ‚man kennt dich nicht‘, you dont recognize me, Kvar Lo כבר לא, No longer sowie Indien אינדיה.

## Diskografie

### Alben
- 2005: הראל מויאל
- 2007: לבדי
- 2011: מתחיל מחדש
- 2012: כמו שמרגיש הלב

### EPs
- 2017: אהיה לך אושר
- 2024: אמצע הלילה בכפר - הרמיקסים (Remixes)

### Singles (Auswahl)
- 2005: אמצע הלילה בכפר
- 2005: סימנים